# Espiritu-Santo-Hase
Der Espiritu-Santo-Hase (Lepus insularis) ist eine Säugetierart aus der Gattung der Echten Hasen innerhalb der Hasentiere. Er ist endemisch auf der Isla Espíritu Santo vor der Küste von Baja California Sur im Golf von Kalifornien.

## Merkmale

### Allgemeine Merkmale
Der Espiritu-Santo-Hase erreicht eine durchschnittliche Kopf-Rumpf-Länge von 57,4 Zentimetern und eine Schwanzlänge von 9,6 Zentimetern. Das Körpergewicht beträgt etwa 2,5 Kilogramm. Die Weibchen sind dabei etwas größer als die Männchen. Die Füße sind durchschnittlich 12,1 Zentimeter lang und die Ohren 10,5 Zentimeter. Diese sind gegenüber denen des Eselhasen (Lepus californicus) etwas kürzer. In der Gesamtgröße entspricht der Espiritu-Santo-Hase der auf der Halbinsel Baja California vorkommenden Unterart Lepus californicus martirensis des Eselhasen.
Die Körperfärbung ist glänzend schwarz mit einer zimtartigen Streuung, die Flanken sind gräulich. Der Kopf ist ebenfalls schwarz-grau bis schwarz mit einigen weißen Haaren in der Mitte der Krone und einigen grauen Haaren im Bereich der Augen und der Ohren. Die Bauchseite ist zimt- bis graubraun. Auf der Innenseite der Hinterbeine zieht sich eine schwarze Linie von den Zehen bis zu den Fersen, die Fußsohlen sind stark gepolstert.

### Merkmale des Schädels
Der Schädel des Espiritu-Santo-Hasen ist im Vergleich zu dem des Eselhasen in der Regel etwas größer. Trotz vergleichbarer Körpergröße besitzt er einen etwas größeren Hirnschädel als Lepus californicus martirensis. Weitere Unterschiede betreffen die schmaleren Supraorbitalfortsätze sowie die schwerer ausgebildeten Jochbögen, die beim Espiritu-Santo-Hasen kräftiger sind als bei allen Unterarten des Eselhasen und zudem am Vorderende eine tiefe Grube aufweisen. Die Bullae sind ebenfalls größer. In der Gesamterscheinung ähnelt der Schädel damit eher dem von Lepus californicus xanti (ebenfalls auf der Baja California verbreitet), der jedoch etwas kleiner ist.

### Genetische Merkmale
Der Espiritu-Santo-Hase besitzt einen diploiden Chromosomensatz von 2n = 48 Chromosomen und unterscheidet sich darin nicht von dem verwandten Eselhasen. Das Autosom besteht aus vier Paaren mittelgroßer metazentrischer, vier Paaren kleinerer bis großer submetazentrischer, neun Paaren kleinerer bis großer telozentrischer und sechs Paaren kleiner bis mittelgroßer telozentrischer Chromosomen. Hinzu kommt ein mittelgroßes und submetazentrisches X-Chromosom und ein kleines und telozentrisches Y-Chromosom.

## Verbreitung und Lebensraum

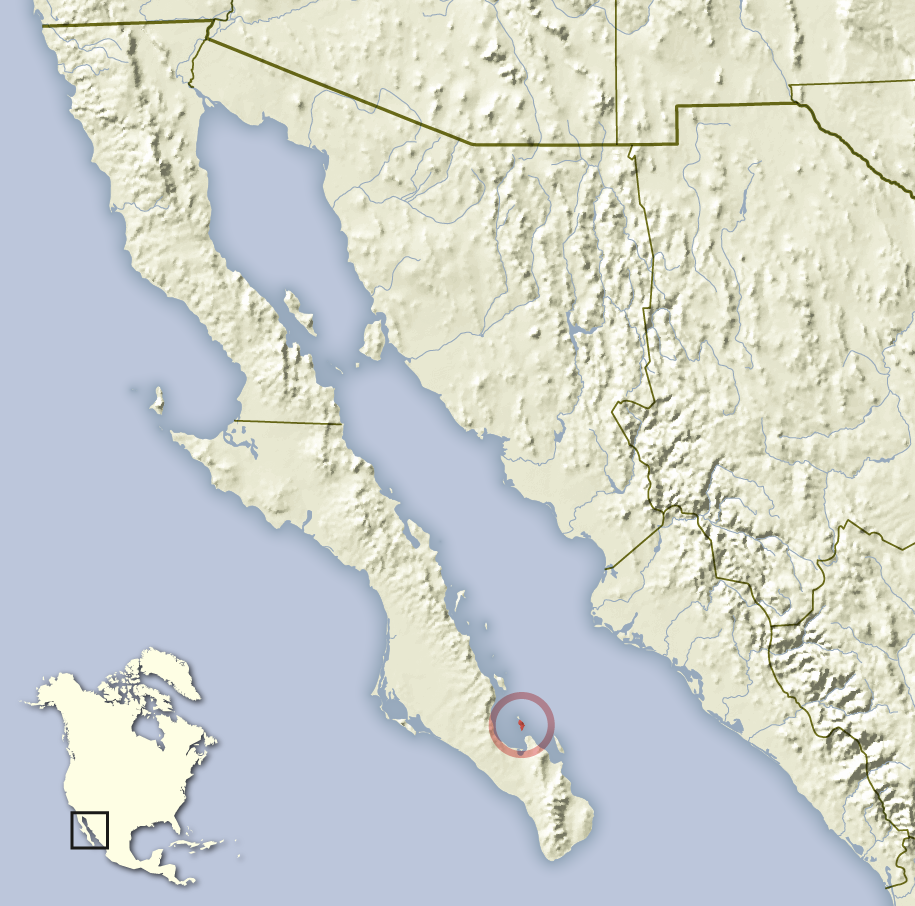
Das Verbreitungsgebiet des Espiritu-Santo-Hase ist auf die Isla Espíritu Santo beschränkt.

Das Verbreitungsgebiet des Espiritu-Santo-Hasen beschränkt sich auf die Isla Espíritu Santo vor der Küste von Baja California Sur im Golf von Kalifornien. Die Gesamtfläche der Insel und damit das maximale Verbreitungsgebiet der Art beträgt demnach 95 km2, die maximale Höhe der Insel liegt bei etwa 300 Metern. Auf der nahe gelegenen Insel Pichilinque wurde diese Art eingeführt.
Die Art nutzt alle Lebensräume der Insel, ist jedoch vor allem in den Tälern und den flacheren Steigungen der Berge anzutreffen. Die Insel selbst ist als süßwasserlose Vulkaninsel geprägt von steinigen Hügeln und flachen Bergen. Die Hasen leben entsprechend in wüstenartigen, trockenen Lebensräumen mit Gebüschen der Gattungen Prosopis, Ambrosia und Acacia und Kakteen der Gattungen Pachycereus, Stenocereus und Opuntia sowie anderen trockenheitsangepassten Pflanzen.

## Lebensweise
Die Tiere sind Einzelgänger und vor allem nachtaktiv. Sie verbringen den Großteil des Tages im Schatten unter Gebüschen. Wie alle Hasenarten leben sie nicht in unterirdischen Bauten, sondern verbringen die Ruhephasen in flachen Erdmulden am Boden oder in der Vegetation. Aufgrund ihrer schwarzen Färbung sind sie in der Vegetation sehr auffällig, auch wenn sie bewegungslos sind.
Das einzige Raubtier der Insel ist das Nordamerikanische Katzenfrett (Bassariscus astutus), das wahrscheinlich auch Jagd auf junge Espiritu-Santo-Hasen macht. Zudem sind einige Raubvogelarten bekannt, die auf der Insel jagen.

### Ernährung
Der Espiritu-Santo-Hase ernährt sich wie andere Hasen vegetarisch und bevorzugt Gräser als Nahrung. Er ernährt sich zudem von Rinden und fleischigen Teilen von Stenocereus, wenn keine andere Nahrung verfügbar ist. Da es auf der Insel kein Süßwasser gibt bezieht er das benötigte Wasser vollständig aus der Nahrung.

### Fortpflanzung
Die Paarungszeit der Espiritu-Santo-Hasen liegt in der milderen Saison und damit in der Regel in der Zeit von Januar bis August. Während dieser Zeit kommt es zu Rivalenkämpfen der Männchen, die mit den Vorder- und den Hinterbeinen ausgetragen werden. Bei der Paarung selbst kann es durch die Männchen zu ernsthaften Verletzungen der Weibchen kommen.
Die Tragzeit beträgt 41 bis 43 Tage und die Weibchen bringen in Frühjahr und Sommer zwei- bis dreimal im Jahr Jungtiere zur Welt. Die Wurfgröße liegt dabei bei drei bis vier Jungtieren. Diese kommen in offenen Nestern oberirdisch mit einem vollständigen Fellkleid und offenen Augen als Nestflüchter zur Welt, sind also direkt nach der Geburt aktiv. Die Stillzeit dauert nur wenige Tage an, danach verlassen die Jungtiere die Mutter.

## Systematik
Der Espiritu-Santo-Hase wurde 1891 von dem amerikanischen Zoologen Walter E. Bryant unter dem noch heute gütlitegn Namen Lepus insularis beschrieben. Dabei beschrieb er ihn in einer vorläufigen Artbeschreibung mit dem Titel Preliminary description of a new species of the genus Lepus from Mexico in den Proceedings of the California Academy of Sciences. Eine weitere Beschreibung erfolgte durch M. R. Saint Loup 1895 unter dem Namen Lepus edwardsi im Bulletin Museo d’Histoire Naturelle in Paris. Lepus edwardsi ist entsprechend ein Synonym von Lepus insularis.

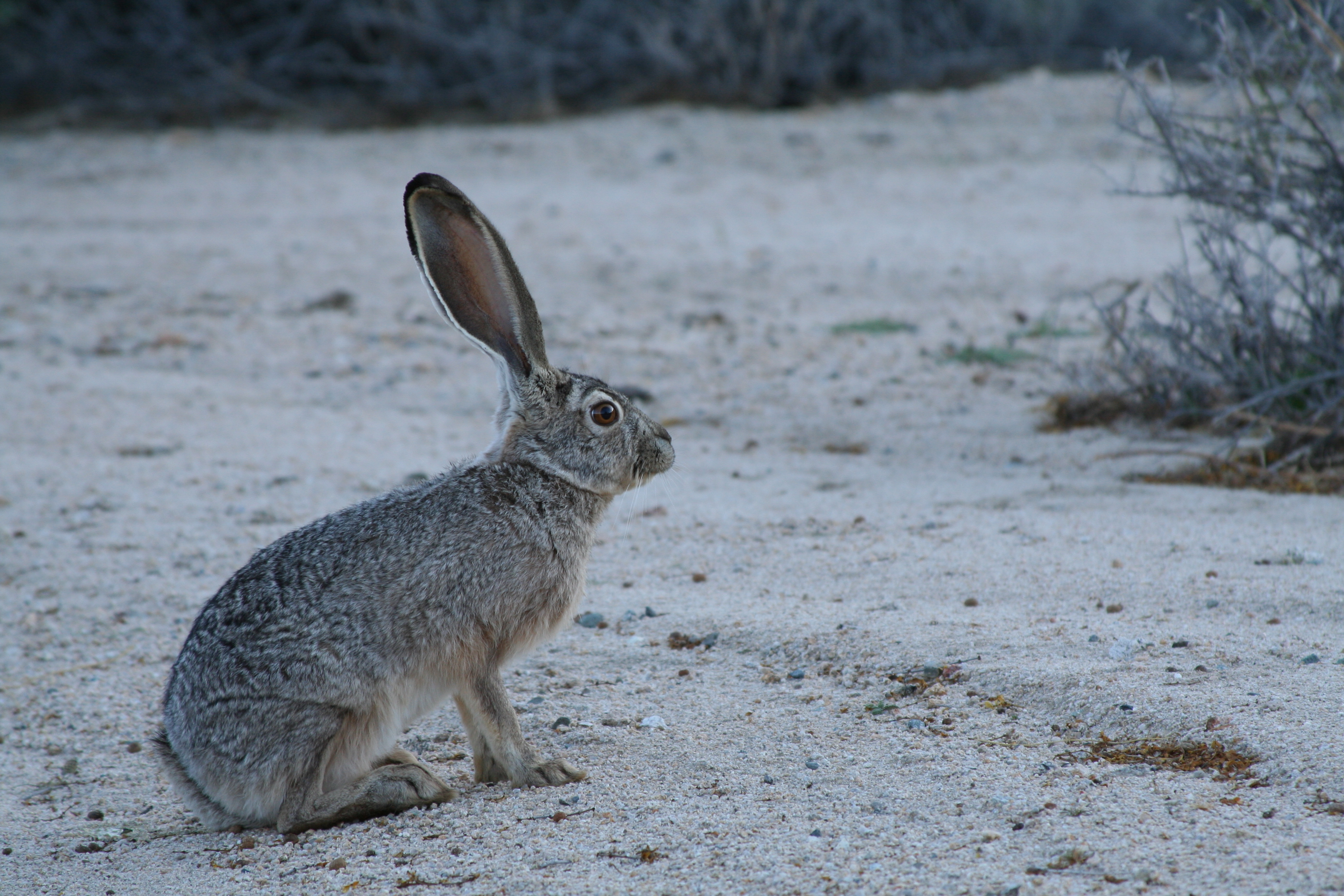
Der nahe verwandte Eselhase (Lepus californicus), hier ein Individuum aus dem Joshua-Tree-Nationalpark im Südosten Kaliforniens

Der Artstatus des Espiritu-Santo-Hasen wurde angezweifelt und er wurde dem Eselhasen (Lepus californicus) als Unterart zugeordnet, gilt allerdings mittlerweile aufgrund der deutlichen Schädelmerkmale als gesichert. Eine nahe Verwandtschaft besteht zu dem Eselhasen (Lepus californicus), der in mehreren Unterarten auf der Halbinsel Baja california (Lepus californicus martirensis, Lepus californicus xanti) und auf den benachbarten Inseln (Lepus californicus magdalenae) vorkommt.
Da die Isla Espíritu Santo erst vor etwa 5.000 bis 12.000 Jahren entstanden ist, handelt es sich bei dem Espiritu-Santo-Hasen nicht um eine Reliktart mit einem ursprünglich großen Verbreitungsgebiet. Die Art hat sich ohne Zweifel nach Erreichen der Insel aus einer Population der Eselshasen gebildet. Fossilien des Espiritu-Santo-Hasen liegen nicht vor.

## Gefährdung und Schutz
Die Art wird von der International Union for Conservation of Nature and Natural Resources (IUCN) vor allem aufgrund ihres endemischen Vorkommens auf einer Fläche von weniger als 100 km2 und aufgrund einer Bestandsgröße von etwa 920 Tieren als „gefährdet“ (vulnerable) eingeschätzt. Ein Rückgang des Bestandes und eine größere Bedrohung der Art sind nicht bekannt, sodass der Populationstrend auf der unbewohnten Insel als stabil gilt. Ein Rückgang ist entsprechend nicht zu befürchten.

## Belege
1. 1 2 3 4  Joseph A. Chapman, John E.C. Flux (Hrsg.): Rabbits, Hares and Pikas. Status Survey and Conservation Action Plan. (Memento des Originals vom 14. Januar 2009 im Internet Archive)  Info: Der Archivlink wurde automatisch eingesetzt und noch nicht geprüft. Bitte prüfe Original- und Archivlink gemäß Anleitung und entferne dann diesen Hinweis. (PDF; 11,3 MB) International Union for Conservation of Nature and Natural Resources (IUCN), Gland 1990; S. 80–81. ISBN 2-8317-0019-1.
2. 1 2 3 4 5 6  
Howard H. Tomas, Troy L. Best: Lepus insularis. In: Mammalian Species. Band 465, 1994, S. 1–3 (Volltext [PDF; 302 kB]).
3. 1 2 3 4 5 6 7 8  
Joseph R. Mejia: Lepus insularis im Animal Diversity Web der University of Michigan Museum of Zoology. Abgerufen: 14. Januar 2012.
4. ↑  
Fernando A. Cervantes, Alejandro Rojas-Viloria, Consuelo
Lorenzo, Sergio Ticul Álvarez-Castañeda: Chromosomal Differentiation Between the Jackrabbits Lepus insularis and Lepus californicus from Baja California Sur, Mexico. Revista Mexicana de Mastozoología 4, 1999–2000: S. 40–52. (Volltext (Seite nicht mehr abrufbar, festgestellt im April 2018. Suche in Webarchiven)  Info: Der Link wurde automatisch als defekt markiert. Bitte prüfe den Link gemäß Anleitung und entferne dann diesen Hinweis.; PDF; 78 kB)
5. 1 2 3 4  
Lepus insularis (VU) in der Roten Liste gefährdeter Arten der IUCN. Eingestellt von: C. Lorenzo & C.H. Johnston, 2018. Abgerufen am 28. Juli 2023.